# James Harman
James Harman (* 8. Juni 1946 in Anniston, Alabama; † 23. Mai 2021) war ein US-amerikanischer Bluesmusiker, der vorwiegend als Sänger und Bluesharp-Spieler auftrat.

## Karriere
James Harman sang bereits im Kindesalter im Kirchenchor und lernte das Klavierspiel. Auf eigene Faust übte er, Mundharmonikas seines Vaters zu spielen. Nach dem Umzug nach Florida 1962 begann Harman dort mit verschiedenen Bluesmusikern aufzutreten. Später trat er regelmäßig unter anderem in Chicago und New York auf. Zuletzt lebte Harman in Kalifornien.
Im Jahr 1964 veröffentlichte er seine erste Single, im Jahr 1987 sein erstes Album Those Dangerous Gentlemen (Rhino). Eine eigene Band, The James Harman Band, gründete er 1977. James Harman begleitete zahlreiche namhafte Musiker als Sänger und Blues-Harp-Spieler. Er spielte im Lauf seiner mehr als fünfzigjährigen Karriere unter anderem mit Albert Collins, Freddie King, T-Bone Walker und ZZ Top. Harman war mehrfach in Europa auf Tour.

## Auszeichnungen
Harman wurde vielfach für den W. C. Handy Blues Award nominiert und gewann ihn 2014 sowohl für das beste Bluesalbum als auch für das beste traditionelle Bluesalbum des Jahres. Im Jahr 2014 war er nominiert für den Grammy Award for Best Blues Album.

## Diskografie
- Those Dangerous Gentlemen (1987)
- Extra Napkins (1988)
- Strictly Live… In ’85!, Vol. 1 (1990)
- Do Not Disturb (1991)
- Two Sides to Every Story (1993)
- Cards on the Table (1994)
- Black & White (1995)
- Takin’ Chances (1998)
- Icepick’s Story (1999)
- Lonesome Moon Trance (2003)
- Bonetime (2015)